# HDGFL3
HDGFL3 (англ. HDGF like 3) – білок, який кодується однойменним геном, розташованим у людей на короткому плечі 15-ї хромосоми. Довжина поліпептидного ланцюга білка становить 203 амінокислот, а молекулярна маса — 22 620.
| 10         |  | 20         |  | 30         |  | 40         |  | 50         |
| ---------- |  | ---------- |  | ---------- |  | ---------- |  | ---------- |
| MARPRPREYK |  | AGDLVFAKMK |  | GYPHWPARID |  | ELPEGAVKPP |  | ANKYPIFFFG |
| THETAFLGPK |  | DLFPYKEYKD |  | KFGKSNKRKG |  | FNEGLWEIEN |  | NPGVKFTGYQ |
| AIQQQSSSET |  | EGEGGNTADA |  | SSEEEGDRVE |  | EDGKGKRKNE |  | KAGSKRKKSY |
| TSKKSSKQSR |  | KSPGDEDDKD |  | CKEEENKSSS |  | EGGDAGNDTR |  | NTTSDLQKTS |
| EGT        |  |            |  |            |  |            |  |            |

A: Аланін

C: Цистеїн

D: Аспарагінова кислота

E: Глутамінова кислота

F: Фенілаланін

G: Гліцин

H: Гістидин

I: Ізолейцин

K: Лізин

L: Лейцин

M: Метіонін

N: Аспарагін

P: Пролін

Q: Глутамін

R: Аргінін

S: Серин

T: Треонін

V: Валін

W: Триптофан

Кодований геном білок за функціями належить до факторів росту, фосфопротеїнів. 
Локалізований у ядрі.